# 曼斯菲爾德 (伊利諾伊州)
曼斯菲爾德（英語：Mansfield）是位於美國伊利諾伊州皮亞特縣的一個村落。

## 地理
曼斯菲爾德的座標為40°12′46″N 88°30′27″W / 40.21278°N 88.50750°W，而該地最高點為海拔高度222米（即728英尺）。

## 人口
根據2010年美國人口普查的數據，曼斯菲爾德的面積為1.43平方千米，當中陸地面積為1.37平方千米，而水域面積為0.06平方千米。當地共有人口906人，而人口密度為每平方千米633人。